# Kronehalsring
En kronehalsring er en halsring, hvis overside er takket, så at den minder om en krone (deraf navnet). Sådanne ringe dateres til tiden ca. år 300-100 f.Kr., det vil sige keltisk jernalder (førromersk jernalder).
Kronehalsringe er hulstøbte, det vil sige hule indeni (støbt med a cire perdue-teknik, hvor der støbes omkring bivoks lagt omkring en lerkerne).

## Udbredelse
Kronehalsringene forekommer fortrinsvis i det vestlige Danmark (Danmark fraset Sjælland, Skåne og Blekinge), desuden langs sydkysterne af Østersøen og herfra mere spredt i sydøstlig retning til Rumænien og Ukraine. Denne udbredelse har bevirket teorier om, at udbredelsen skulle afspejle folkevandringer fra Jylland og Nordtyskland til det sydøstlige Europa, måske afspejlende germanske folkeslags vandringer. Andre muligheder er handel og/eller dynastiske forbindelser.
På Sjælland findes en anden type halsring, der er blevet nedlagt i moser og vådområder, nemlig den såkaldte kuglehalsring, der (som navnet antyder) afsluttes af to kugler, nogle gange med keltisk-prægede ornamenter.